# حكومة حسين العويني الرابعة
الحكومة اللبنانية السادسة والثلاثون بعد الاستقلال، والثانية بعهد الرئيس شارل حلو، وهي رابع حكومة يترأسها حسين العويني. شكلت الحكومة بموجب المرسوم رقم 488 بتاريخ 18 تشرين الثاني / نوفمبر 1964، ونالت الثقة بموجب 85 صوتاً ضد 5 أصوات وامتناع 7، واستقالت بتاريخ 25 تموز / يوليو 1965.

## أعضاء الحكومة
- حسين العويني رئيساً لمجلس الوزراء ووزيراً للدفاع الوطني.
- نسيم مجدلاني نائباً لرئيس مجلس الوزراء ووزيراً للعدل.
- موريس زوين وزيراً للإرشاد والأنباء ووزيراً للسياحة.
- بيار الجميل وزيراً للأشغال العامة.
- بهيج تقي الدين وزيراً للاقتصاد الوطني.
- أنطوان صحناوي وزيراً للبريد والبرق والهاتف.
- غالب شاهين وزيراً للتربية الوطنية والفنون الجميلة.
- نجيب صالحة وزيراً للتصميم العام.
- فيليب تقلا وزيراً للخارجية والمغتربين.
- تقي الدين الصلح وزيراً للداخلية.
- علي عرب وزيراً للزراعة.
- يعقوب الصراف وزيراً للصحة العامة.
- إدوار حنين وزيراً للعمل والشئون الاجتماعية.
- عثمان الدنا وزيراً للمالية.

### تعديلات حكومية
في 2 حزيران / يونيو 1965 أجري تعديل حكومي بعد استقالة وزير الخارجية والمغتربين فيليب تقلا من منصبه فعين رئيس الحكومة حسين العويني وزيراً خلفاً له.

## وصلات خارجية
- موقع رئاسة مجلس الوزراء الرسمي